# 戴维斯顿 (阿拉巴马州)
戴维斯顿（英文：Daviston），是美国阿拉巴马州下属的一座城市。面积约为9.14平方英里（约合23.66平方公里）。根据2010年美国人口普查，该市有人口214人，人口密度为23.43/平方英里（约合9.04/平方公里）。